# Associação Brasileira das Entidades dos Mercados Financeiro e de Capitais
A Associação Brasileira das Entidades dos Mercados Financeiro e de Capitais (ANBIMA) representa as instituições do mercado de capitais brasileiro. A entidade possui mais de 340 associados, entre bancos comerciais, bancos múltiplos e bancos de investimento, empresas de gestão de ativos, corretoras, distribuidoras de valores mobiliários e gestores de patrimônio.
Além da atividade de representação, a ANBIMA atua como entidade autorreguladora voluntária, através de 10 Códigos de Regulação e Melhores Práticas. As instituições que aderem aos códigos, conforme seu segmento de atuação, ficam sujeitas à supervisão de mercados da associação.
A ANBIMA é também a principal entidade certificadora dos profissionais dos mercados financeiro e de capitais do Brasil. São oferecidos seis exames: CPA-10, CPA-20, CEA, CFG, CGA e CGE.  Além disso, ela é associada sênior do Instituto Brasileiro de Certificação de Profissionais Financeiros (IBCPF), que mantém a Certificação CFP de planejamento financeiro pessoal no Brasil.
Foi criada em 21 de outubro de 2009 como resultado da união entre a Associação Nacional dos Bancos de Investimento (Anbid) e a Associação Nacional das Instituições do Mercado Financeiro (Andima), que já atuavam há cerca de 40 anos antes da fusão.
A entidade possui uma das maiores, se não a maior, base de dados sobre os mercados financeiro e de capitais no Brasil, sendo fonte de referência diária para as principais mídias do país, sejam elas impressas ou eletrônicas, tais como os jornais Valor Econômico, O Estado de S. Paulo e Folha de S.Paulo.

## Ligação externa
- Página da ANBIMA
- Página da Certificação Anbima
- ANBIMA - Lista de participantes (código de fundos de investimento)  - Página oficial
- Como Investir - Site de educação financeira mantido pela Anbima
- debentures.com.br - Site das emissões de debentures mantido pela Anbima